# Alvor
Alvor – miejscowość i sołectwo na południowym wybrzeżu Portugalii, w dystrykcie Faro, w regionie Algarve w podregionie Algarve, w gminie Portimão.
Miejscowość jest ośrodkiem turystycznym i historycznym z tradycyjną osadą rybacką.
Miejscowość weszła w skład Portugalii 3 czerwca 1189 roku, kiedy została zdobyta z rąk Maurów przez króla Portugalii Sancho I w ramach rekonkwisty, przy wsparciu krzyżowców. Utracona dwa lata później ostatecznie weszła w skład państwa portugalskiego w roku 1250.
W Alvor w 1495 roku zmarł król Portugalii Jan II Doskonały.

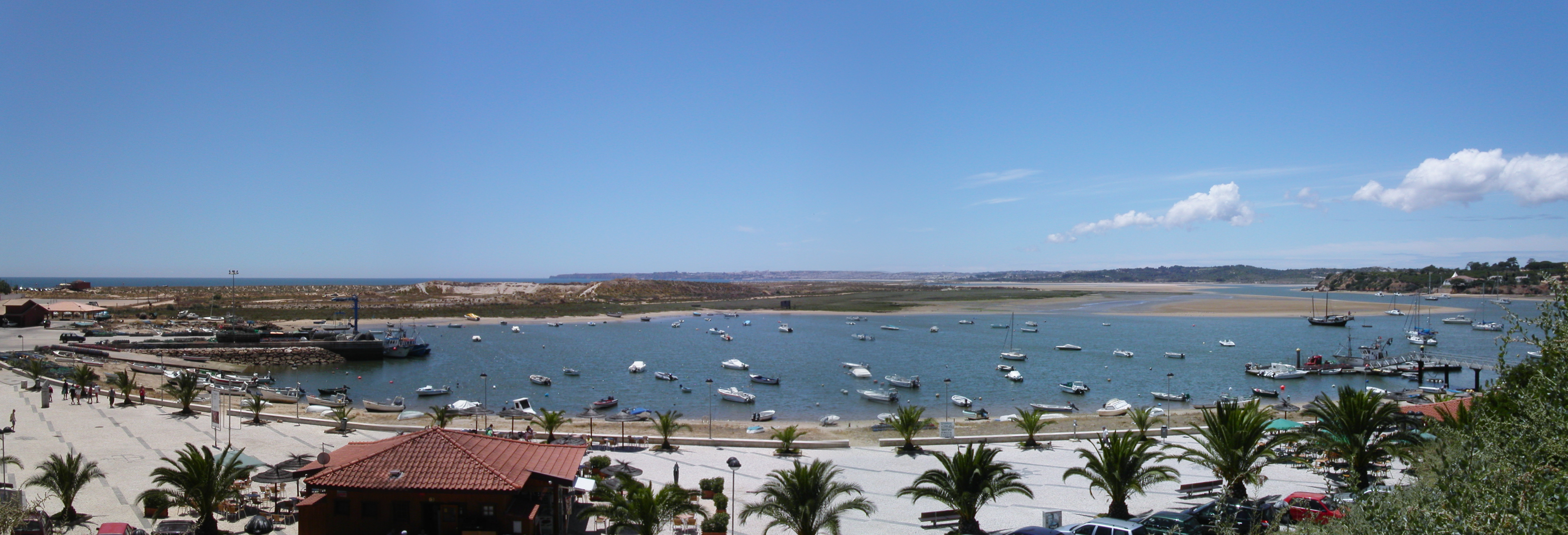
Panorama z Alvor